# Ім Кє Сук
Ім Кє Сук (3 жовтня 1964) — південнокорейська хокеїстка на траві.
Срібна призерка Олімпійських Ігор 1988 року, учасниця 1992 року.
Переможниця Азійських ігор 1986, 1990 років, срібна призерка 1982 року.